# الاكمه الحمراء (بعدان)

تعديل مصدري - تعديل

الاكمه الحمراء محلة تابعة لقرية منقذة، التابعة لعزلة ذي قحم بمديرية بعدان إحدى مديريات محافظة إب في الجمهورية اليمنية، بلغ تعداد سكانها 133 حسب تعداد اليمن لعام 2004.